# 두사크

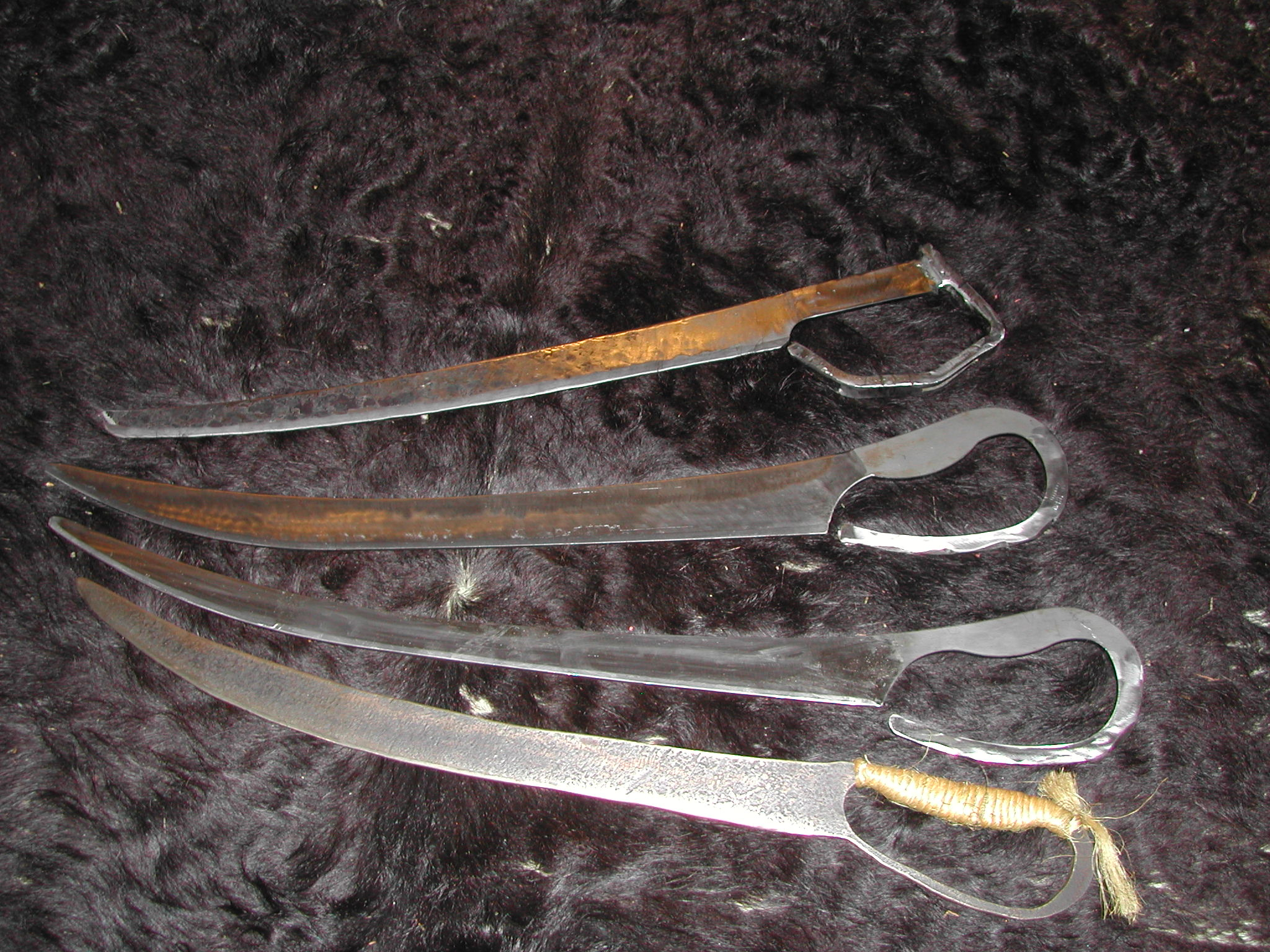

두사크(독일어: Dussack) 또는 두세게(독일어: Dussägge)는 커틀라스 또는 세이버 형태의 외날도검으로, 16세기에서 17세기에 걸쳐 독일계 국가들에서 부무장으로 사용되었다. 체코어로 사냥/작업용 막칼이라는 뜻의 테사크(tesák)가 어원이다. 독일류 검술에서 수련용 무기로 사용하기도 했다.

## 같이 보기
- 펄션
- 사브르
- 브로드소드